# We Are Grounders
We Are Grounders es un episodio de dos partes correspondiente al décimo segundo y decimotercer episodios de la primera temporada de la serie de televisión estadounidense de ciencia ficción y drama Los 100. El episodio fue dirigido por Dean White. La primera parte fue escrita por Tracy Bellomo & Akela Cooper, siendo emitida el 4 de junio de 2014 en Estados Unidos , mientras que Jason Rothenberg escribió la segunda parte que fue estrenada el 11 de junio de 2014 por la cadena The CW.
En la primera parte, Clarke y Finn son liberados por Lincoln, quien les da una alternativa para evitar el ataque de los terrícolas para proteger a Octavia, sin embargo, se ve obligado a dejarlos cuando se encuentran con un nuevo peligro. Por otra parte, Jasper cae presa de Murphy, quien desea vengarse de Bellamy. En un intento por salvar la vida de Jasper, Bellamy ofrece un intercambio de hombres a Murphy. Raven y Jasper se apresuran para encontrar una manera de salvar a Bellamy. Finalmente, Murphy logra escapar del campamento y Finn y Clarke llegan para advertir del peligro que se avecina, sin embargo, Bellamy insiste en quedarse y pelear. Mientras tanto en el Arca, los habitantes se preparan para lo inevitable pero el canciller Jaha encuentra una posible solución para regresar a la Tierra.
En la segunda parte, los ciudadanos del Arca se preparan para volver a la Tierra, sin embargo, los explosivos que se requieren para separar el resto del Arca de la estación de vigilancia de la Tierra no han funcionado correctamente y alguien debe quedarse atrás para activarlos manualmente. Kane se ofrece como voluntario pero el canciller Jaha se adelanta a hacerlo. Los cien son emboscados y obligados a regresar al campamento. Por otra parte, la salud de Raven empeora y Finn decide buscar la ayuda de Lincoln. Tras el ataque inicial, Octavia es herida y es obligada a separarse del grupo para salvar su vida. Mientras tanto, Finn y Bellamy se ven obligados a quedarse fuera de la nave para detenerlos, sin embargo, Anya logra entrar a la nave pero es sometida por Miller. Jasper logra provocar la ignición del combustible de la nave, matando a todos los que se encuentran fuera.

## Elenco
- Eliza Taylor como Clarke Griffin.
- Paige Turco como la concejal Abigail Griffin.
- Thomas McDonell como Finn Collins.
- Marie Avgeropoulos como Octavia Blake.
- Bob Morley como Bellamy Blake.
- Christopher Larkin como Monty Green.
- Devon Bostick como Jasper.
- Isaiah Washington como el canciller Thelonious Jaha.
- Henry Ian Cusick como el concejal Marcus Kane.

## Recepción
En Estados Unidos, We Are Grounders - Part 1 fue visto por 1.58 millones de espectadores, recibiendo 0.6 millones de espectadores entre los 18 y 49 años, de acuerdo con Nielsen Media Research.
We Are Grounders - Part II fue visto por un estimado de 1.68 millones de espectadores. El episodio recibió 0.5 millones entre los espectadores con edades comprendidas entre 18 y 49 años, según Neilsen Media Research.